# Aparecida do Taboado (ort)
Aparecida do Taboado är en ort i Brasilien.   Den ligger i kommunen Aparecida do Taboado och delstaten Mato Grosso do Sul, i den södra delen av landet, 600 km sydväst om huvudstaden Brasília. Aparecida do Taboado ligger 379 meter över havet och antalet invånare är 17 332.
Terrängen runt Aparecida do Taboado är platt. Aparecida do Taboado är det största samhället i trakten.
Omgivningarna runt Aparecida do Taboado är en mosaik av jordbruksmark och naturlig växtlighet. Runt Aparecida do Taboado är det glesbefolkat, med 8 invånare per kvadratkilometer.